# Gatans barn (1914)
Gatans barn är en svensk dramafilm  från 1914 i regi av Victor Sjöström.

## Om filmen
Filmen premiärvisades 19 oktober 1914 på biograf Röda Kvarn i Auditorium Stockholm. Som förlaga till filmen har man två manuskriptet av författarna Johanne Skram Knudsen och Poul Knudsen. De första tre akterna kom att bilda handlingen i denna film, medan den fjärde akten filmades 1916 under namnet Therèse. 
Inspelningen skedde vid Svenska Biografteaterns ateljé i Lidingö med några scener filmade i Gamla Stan med flera platser i Stockholm av Henrik Jaenzon. 

## Rollista (i urval)
- Lili Bech – Jenny, uppasserska på krogen Gyllene ankaret
- Gunnar Tolnæs – Karl Sterner, journalist
- Sven Bergvall – Ung journalist vid en konkurrerande tidning
- Gustaf Callmén – Politiker, partikamrat till Sterner
- Jenny Tschernichin-Larsson – Hans hustru
- Emil Bergendorff – Politiker, partikamrat till Sterner
- Stina Berg – Gäst vid första festen för Sterner
- John Ekman –  En i gänget på Gyllene ankaret